# Malni
Malni so naselje v Občini Bloke.